# یومسبورگ

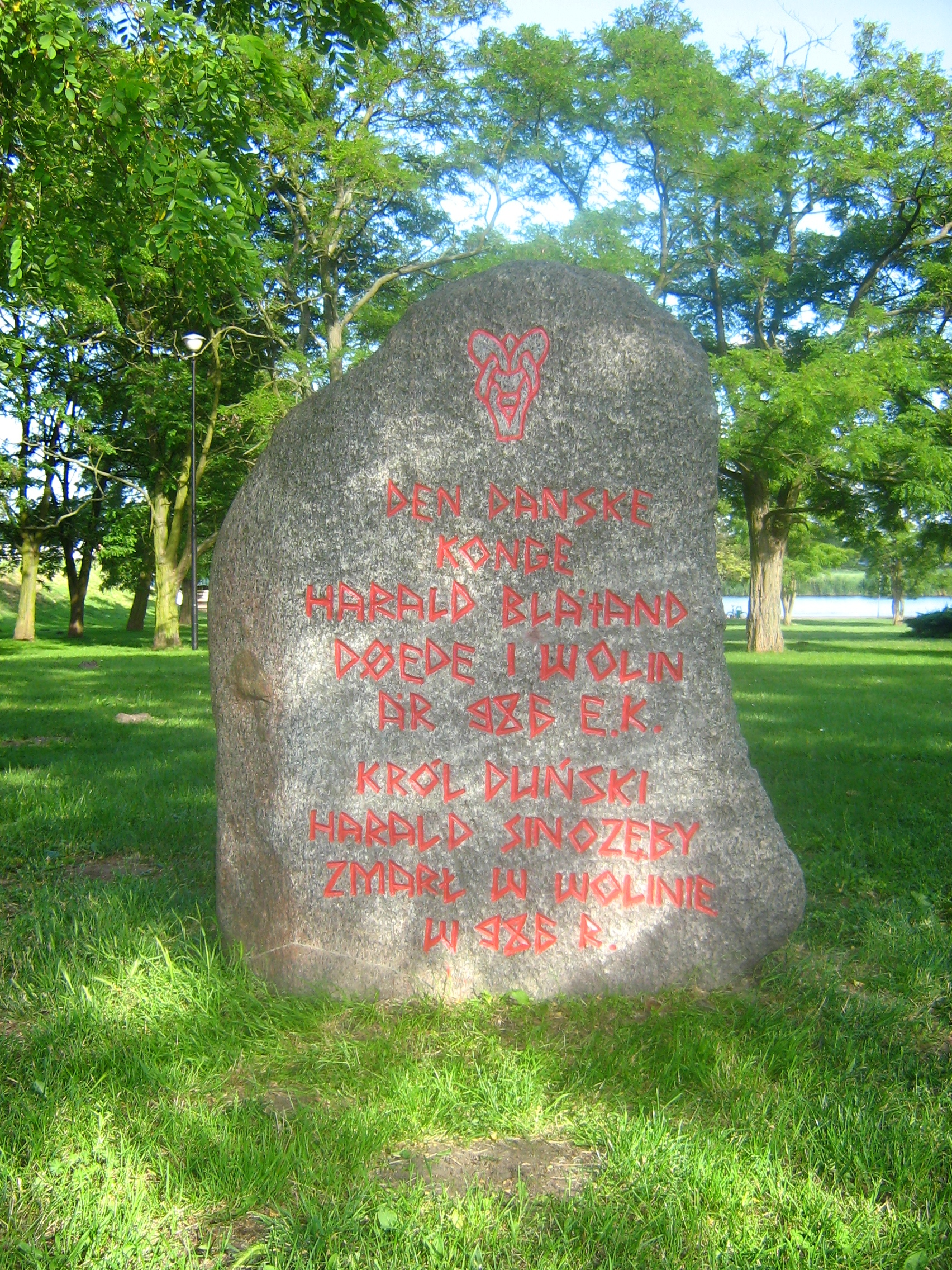
یادبود امروزی در ولین، که اغلب به‌عنوان یکی از مکان‌های احتمالی شهر قرون وسطایی یومسبورگ شناخته می‌شود. نوشته به زبان‌های دانمارکی و لهستانی، که به سبک رونی طراحی شده است، مرگ هارالد دندان‌آبی در یومسبورگ در سال ۹۸۶ میلادی (بر اساس نوشته) را گرامی می‌دارد.

یومسبورگ (Jomsburg) یک دژ نیمه‌افسانه‌ای وایکینگ‌ها در سواحل جنوبی دریای بالتیک (وندلند قرون وسطایی، پومرانی امروزی) بود که بین دهه ۹۶۰ و ۱۰۴۳ وجود داشت. ساکنان آن به عنوان وایکینگ‌های یومسی شناخته می‌شدند. محل دقیق یومسبورگ یا وجود آن هنوز مشخص نشده است، اگرچه اغلب گفته می‌شود که یومسبورگ در خروجی شرقی رودخانه اودر واقع شده است. تاریخدان لاوریتز وایبول یومسبورگ را افسانه‌ای می‌داند.
این قلعه، که بندری بزرگ و مجهز نیز داشت، به عنوان پایگاه اصلی وایکینگ‌های یومسی شناخته می‌شد. وایکینگ‌های یومسی جنگجویان ورزیده‌ای بودند که به قوانین خاصی پایبند بودند و به رهبر خود وفاداری مطلق داشتند.
در سال ۱۰۴۳، یومسبورگ توسط نیروهای دشمن نابود شد و بسیاری از وایکینگ‌های یومسی جان باختند.
در سال‌های اخیر، کشف دیسکی طلایی با کتیبه‌ای مبنی بر ارتباط هارالد دندان‌آبی، پادشاه دانمارک، با یومسبورگ، بحث‌های زیادی را دربارهٔ صحت و سقم این کشف و محل دقیق یومسبورگ برانگیخته است. همچنین، تاریخ‌نامه‌ای قدیمی نیز به یومسبورگ اشاره کرده و موقعیت جغرافیایی آن را مشخص می‌کند.
با این حال، بسیاری از محققان دربارهٔ اعتبار این کشف و تاریخ‌نامه تردید دارند و معتقدند که ممکن است جعلی باشند.

## محل

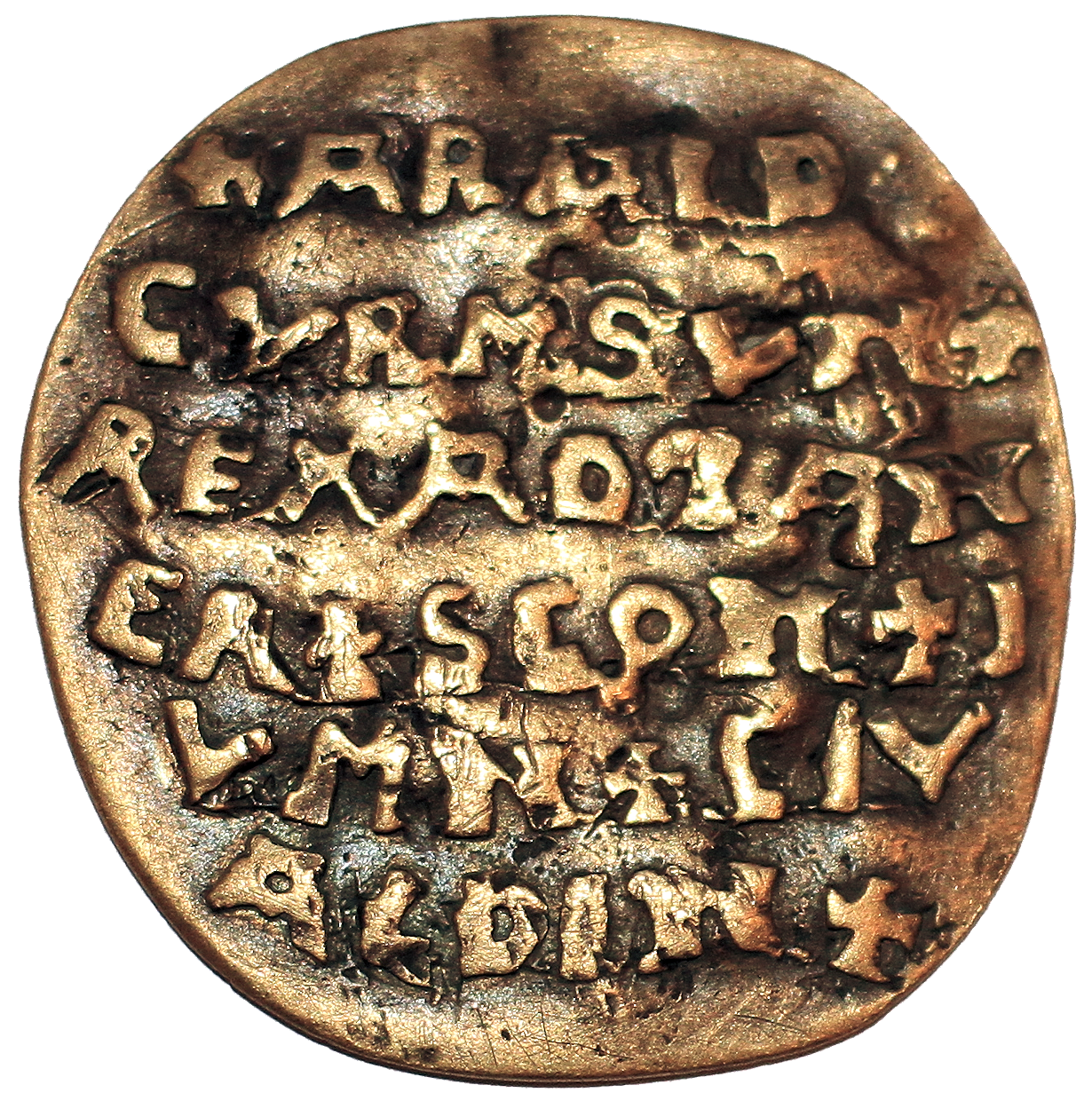
دیسک کورمسون.

تنها منبعی که به محل دقیق یومسبورگ (۵۳°۵۱′۵۰″ شمالی ۱۴°۴۳′۰۵″ شرقی) اشاره می‌کند، گستا وولیننسیس اکلسیه پونتفیوم بحث‌برانگیز است که در پاییز ۲۰۲۱ کشف شد.
یومسبورگ اغلب با شهر امروزی وولین در نوک جنوب شرقی جزیره وولین در شمال غربی لهستان، احتمالاً در تپه اسربنا گورا در شمال شهر، یکسان دانسته می‌شود. در اوایل قرون وسطی، وولین امروزی محل یک امپیوریوم چند قومیتی (سپس به نام یومنه یا یولین شناخته می‌شد) بود. ساگاهای نورس منحصراً از «یومسبورگ» استفاده می‌کنند، در حالی که تاریخ‌های قرون وسطایی آلمان از «یومنه» یا «یولین» استفاده می‌کنند، با نام‌های جایگزین، که برخی از آنها ممکن است متغیرهای املایی باشند، «ویمنه»، «ویمنه»، «یومنتا»، «یومینم»، «یولینوم»، «وینت»، «وینت» و «وینتا».
در سال ۱۹۳۱/۳۲، تاریخدان پومرانی، آدولف هوفمایستر (۱۸۸۳–۱۹۵۶)، با مقایسه رویدادهای گزارش‌شده توسط وقایع‌نامه‌های مختلف، پیشنهاد کرد که همه این اصطلاحات همان مکان را توصیف می‌کنند، که در نزدیکی شهر امروزی وولین است. با این حال، این به هیچ وجه به‌طور جهانی پذیرفته نشده است. استیون فنینگ، استاد و مورخ، می‌نویسد: «قلعه‌های نوع تره‌لبورگ دانمارک به عنوان نمونه‌های واقعی از اردوگاه‌های سبک جنگجویان یومسبورگ در نظر گرفته شده‌اند و وولین در لهستان به عنوان یومسبورگ واقعی تصور می‌شد. با این حال، همه این تلاش‌ها برای یافتن یومسبورگ یا اردوگاه‌های وایکینگ‌های یومسی شکست خورده است، که بسیاری را به این باور می‌اندازد که وایکینگ‌های یومسی هرگز خارج از ادبیات وجود نداشته‌اند.»
به گفته ولادیسلاو فیلیپوویاک، چندین منبع تاریخ‌دار وجود دارد که از حضور گروهی از وایکینگ‌های مسلح در اواخر قرن دهم در وولین، که ممکن است توسط پادشاه لهستانی بولسلاو شجاع به عنوان مزدور در آنجا مستقر شده باشند، شهادت می‌دهد. خرابه‌های کشف شده در وولین در سال ۲۰۲۳ به عنوان محل احتمالی یومسبورگ مورد بررسی قرار می‌گیرند.
نظریه‌های دیگر یومسبورگ را در شمال غربی جزیره همسایه یوزدوم، در زمین‌های اکنون غرق‌شده می‌بینند. جزایر کوچک در این منطقه بقایای یک قطعه طولانی زمین بین یوزدوم و روگن هستند که در اوایل سدهٔ چهاردهم قربانی سیل‌های طوفانی شدند. مکان‌های مشکوک در این منطقه زمین‌های وریتاس بین جزایر کوچک رودن و گریفسوالدر اویه و آب‌های کم‌ژرفای پنمونده هستند. اگرچه جواهرات عصر وایکینگ‌ها در این محل یافت شده است، اما ارزیابی باستان‌شناسی این نظریه‌ها هنوز امکان‌پذیر نبوده است.